# Duoc UC
La Fundación DuocUC (Departamento Universitario Obrero Campesino de la Pontificia Universidad Católica de Chile) es una institución superior técnica profesional chilena, creada el 16 de noviembre de 1968, organizada como Instituto Profesional y constituida sin lucro como una fundación, institutora eclesial, autónoma y filial de la Pontificia Universidad Católica de Chile.
La institución imparte carreras de pregrado; técnicas profesionales y profesionales, postítulos y credenciales,en el marco de un proyecto educativo basado en competencias. Contando con más de 100 mil estudiantes, más de 250 mil titulados, más de 70 carreras, 9 escuelas y 20 campus - sedes, incluyendo una sede de educación continua, una fundación de capacitación y 2 campus de modelo dual; ⁣se despliega en 5 regiones del país: Región Metropolitana, Valparaíso, Biobío, Araucanía y Los Lagos, además de un Campus Virtual, que alcanza el territorio nacional de Chile.
Actualmente se encuentra acreditado por la Comisión Nacional de Acreditación (CNA-Chile) por un período de 7 años (de un máximo de 7), desde agosto de 2017 hasta agosto de 2024.Está en la posición 47 de instituciones educativas chilenas según el ranking de Webometrics 2024.
El Instituto clasifica, desde 2016, como la institución representante de Chile en la red global Unesco - Unevoc.Suscribe al Sistema de Acceso a la educación superior chilena (Vía de admisión descentralizada - sumativa) e integra el Consejo de Rectores (Vertebral) y la World Federation of Colleges and Polytechnics (WFCP). Asimismo, instituye la red institutense universitaria de la Conferencia Episcopal de Chile, y mediante su afiliación a Oducal, conforma la Federación Internacional de Universidades Católicas (FIUC).
Desde 2020, su rector es Carlos Díaz Vergara, quien sucedió a Ricardo Paredes Molina.

## Historia

### Fundación
La Pontificia Universidad Católica de Chile, en el contexto de reforma universitaria y por iniciativa de un grupo de estudiantes, el 16 de noviembre de 1968, funda el Departamento Universitario Obrero Campesino de la Pontificia Universidad Católica de Chile (DuocUC), dirigido por el primer rector laico de la universidad, Fernando Castillo Velasco, con el fin de dar educación gratuita a los estudiantes pertenecientes a las clases más bajas (hijos de obreros y campesinos en particular) que no podían acceder a la universidad. Esta práctica ya estaba siendo realizada por la Universidad de Chile y sobre todo por la Universidad Técnica del Estado que, inmersas en plena época de reforma universitaria, abrían las aulas universitarias a trabajadores y a estudiantes de escasos recursos quienes podían estudiar carreras técnicas en las universidades a pesar del bajo nivel económico que tenían.
El departamento tuvo un rápido crecimiento y un año después de su fundación ya contaba con una sede y con 475 alumnos. Al año siguiente, las sedes se triplicaron, y el número de alumnos creció a 3033. En 1972, registró más de 30000 alumnos inscritos en sus cursos y programas. El crecimiento obtenido en sus primeros años incitó a la Pontificia Universidad Católica de Chile a darle autonomía jurídica y de gestión, aprobando la creación de la «Fundación Departamento Universitario Obrero Campesino de la Universidad Católica de Chile», el 7 de septiembre de 1973.
Asimismo, por disposiciones universitarias previas al golpe de 1973; en 1974, a pesar de la intervención militar; por derecho propio, el Cardenal Raúl Silva Henríquez se convirtió en el Primer Presidente Honorario (Máxima autoridad colegiada) de la Fundación Departamento Universitario Obrero Campesino UC.

### Contexto nacional y reforma universitaria
Luego del golpe de Estado en Chile de 1973, y la posterior dictadura militar, el Instituto y la Universidad fueron intervenidos, siendo muchos de sus académicos y estudiantes perseguidos, expulsados y desaparecidos hasta el día de hoy. Otros centros dependientes de la Universidad Católica fueron clausurados como el Centro de Estudios de la Realidad Nacional (Ceren), el Centro de Estudios Agrarios (CEA), al igual que el Programa de Estudios y Capacitación Laboral (Prescla) que impartía educación recuperativa y capacitación para trabajadores, según el historiador Ricardo Krebs esto se realizó debido a que en estos centros "se hacía proselitismo político bajo el signo del marxismo leninismo", según lo narra en el libro Historia de la Universidad Católica.
En 1974, la Universidad Católica crea la «Fundación Departamento Universitario Obrero Campesino de la Universidad Católica de Chile». Bajo el alero de esta fundación, se crearon el Instituto Profesional Duoc y el Centro de Formación Técnica Duoc, basándose en la ley de 1981 que creó estas instituciones. El Ministerio de Educación de Chile reconoció el instituto profesional en 1982 y el centro de formación técnica en 1983. En 1987, se creó el centro de educación de adultos que posee la fundación.

### Actualidad
En 1990, la fundación creó el Liceo Politécnico Andes, el cual entrega educación secundaria técnico profesional.
Con la promulgación de la Ley Orgánica Constitucional de Enseñanza se estableció la exigencia para los IP y CFT, de ser administrados por entidades jurídicas abocadas específicamente a ese objetivo. Dando cumplimiento a este imperativo, en 1993 la «Fundación Duoc de la Pontificia Universidad Católica de Chile», constituyó dos nuevas fundaciones independientes para operar: la «Fundación Instituto Profesional DuocUC» y la «Fundación Centro de Formación Técnica DuocUC».
En 2005, se firmó un convenio de continuidad de estudios entre la institución y la Universidad Católica. Años más tarde se permitió también que estudiantes de la PUC acaben estudios en DuocUC.
En el año 2015, el Consejo Directivo de la Fundación, organizadora del Instituto Profesional, informa que atendido a la gran contribución que hace la formación técnica al país, sumado a la creciente demanda que han tenido las carreras impartidas por el Centro de Formación Técnica, han decidido continuar con la oferta académica bajo la sola tutela del Instituto Profesional, para así continuar con la formación de técnicos de calidad.
A fines de 2018, año en que la institución cumple 50 años de existencia, el Ministerio de Educación anunció que el Liceo Politécnico Andes cumple con lo necesario para ser nombrado Liceo Bicentenario de Excelencia por un período de 8 años.
Para 2020, el plantel contaba con cerca de 100.417 estudiantes en matrícula total.

## Sedes y Campus
Las escuelas están presentes en 5 de las 16 Regiones de Chile (2023).
El edificio patrimonial y de extensión de Santiago se puede conocer también de manera virtual.
| Región                         | Sede                            |
| ------------------------------ | ------------------------------- |
| Región Metropolitana           | Campus Alameda                  |
|                                | Campus Antonio Varas            |
| Campus Educación Continua      |                                 |
| Campus Maipú                   |                                 |
| Campus Melipilla               |                                 |
| Campus Padre Alonso de Ovalle  |                                 |
| Campus Plaza Norte             |                                 |
| Campus Plaza Oeste             |                                 |
| Campus Plaza Vespucio          |                                 |
| Campus Puente Alto             |                                 |
| Campus San Bernardo            |                                 |
| Campus San Carlos de Apoquindo |                                 |
| Campus San Joaquín             |                                 |
| Región de Valparaíso           | Campus Valparaíso               |
|                                | Campus Viña del Mar             |
| Región del Biobío              | Campus San Andrés de Concepción |
|                                | Campus Arauco                   |
| Campus Nacimiento              |                                 |
| Región de la Araucanía         | Campus Villarrica               |
| Región de los Lagos            | Campus Puerto Montt             |

## Escuelas y Carreras
Actualmente, DuocUC cuenta con nueve escuelas distribuidas en veinte campus (2023) en dónde se imparten carreras de nivel profesional y de nivel técnico:
1. Escuela de Administración y Negocios
2. Escuela de Comunicación
3. Escuela de Construcción
4. Escuela de Diseño
5. Escuela de Gastronomía
6. Escuela de Informática y Telecomunicaciones
7. Escuela de Ingeniería y Recursos Naturales
8. Escuela de Salud
9. Escuela de Turismo y Hotelería

Artículo principal: Educación superior en Chile: Títulos y Grados académicos
| Escuela                                                   | Carrera Profesional                                      | Carrera Técnica                                             |
| --------------------------------------------------------- | -------------------------------------------------------- | ----------------------------------------------------------- |
| Escuela de Administración y Negocios                      | Ingeniería en Marketing Digital                          | Técnico en Administración                                   |
|                                                           | Ingeniería en Gestión Logística                          | Técnico en Gestión Logística                                |
| Ingeniería en Comercio Exterior                           | Técnico en Comercio Exterior                             |                                                             |
| Ingeniería en Administración, mención Gestión de Personas | Técnico en Gestión de Personas                           |                                                             |
| Ingeniería en Administración, mención Finanzas            | Técnico en Finanzas                                      |                                                             |
| Auditoría                                                 | Contabilidad General, mención Legislación Tributaria     |                                                             |
| Escuela de Comunicación                                   | Ingeniería en Sonido                                     | Técnico en Sonido                                           |
|                                                           | Comunicación Audiovisual                                 | Técnico Audiovisual                                         |
| Publicidad                                                |                                                          |                                                             |
| Relaciones Públicas, mención Marketing                    |                                                          |                                                             |
| Animación Digital                                         |                                                          |                                                             |
| Actuación                                                 |                                                          |                                                             |
| Escuela de Construcción                                   | Ingeniería en Prevención de Riesgos                      | Técnico en Prevención de Riesgos                            |
|                                                           | Ingeniería en Construcción                               | Técnico en Construcción                                     |
|                                                           | Técnico en Instalaciones y Proyectos Eléctricos          |                                                             |
| Técnico Topógrafo                                         |                                                          |                                                             |
| Restauración de Bienes Patrimoniales                      |                                                          |                                                             |
| Dibujo y Modelamiento Arquitectónico y Estructural        |                                                          |                                                             |
| Escuela de Diseño                                         | Diseño Industrial                                        | Ilustración                                                 |
|                                                           | Diseño Gráfico                                           | Desarrollo y Diseño Web                                     |
| Diseño de Ambientes                                       |                                                          |                                                             |
| Diseño de Vestuario                                       |                                                          |                                                             |
| Escuela de Gastronomía                                    | Administrador en Gastronomía Internacional               | Técnico en Gastronomía                                      |
| Escuela de Informática y Telecomunicaciones               | Ingeniería en Infraestructura y Plataformas Tecnológicas | Administrador en Infraestructura y Plataformas Tecnológicas |
|                                                           | Ingeniería en Informática                                | Analista Programador Computacional                          |
| Ingeniería en Conectividad y Redes                        | Administración de Redes y Telecomunicaciones             |                                                             |
| Escuela de Ingeniería y Recursos Naturales                | Ingeniería en Mecánica Automotriz y Autotrónica          | Técnico en Mecánica Automotriz y Autotrónica                |
|                                                           | Ingeniería en Maquinaria y Vehículos Pesados             | Técnico en Maquinaria y Vehículos Pesados                   |
| Ingeniería en Electricidad y Automatización Industrial    | Técnico en Electricidad y Automatización Industrial      |                                                             |
| Ingeniería en Medio Ambiente                              | Técnico en Energías Renovables                           |                                                             |
| Ingeniería Agrícola                                       | Técnico Agrícola                                         |                                                             |
|                                                           | Técnico en Mantenimiento Electromecánico                 |                                                             |
| Técnico en Geología y Control de Sondaje                  |                                                          |                                                             |
| Técnico Veterinario y Pecuario                            |                                                          |                                                             |
| Técnico en Calidad de Alimentos                           |                                                          |                                                             |
| Escuela de Salud                                          | Informática Biomédica                                    | Técnico de Laboratorio Clínico y Banco de Sangre            |
|                                                           |                                                          | Técnico en Química y Farmacia                               |
| Técnico en Odontología                                    |                                                          |                                                             |
| Técnico de Enfermería                                     |                                                          |                                                             |
| Técnico de Radiodiagnóstico y Radioterapia                |                                                          |                                                             |
| Técnico en Preparación Física                             |                                                          |                                                             |
| Escuela de Turismo y Hotelería                            | Turismo y Hotelería                                      | Técnico en Administración Hotelera                          |
|                                                           | Ecoturismo                                               | Técnico en Turismo de Aventura                              |
| Tourism & Hospitality                                     | Técnico en Turismo, mención en Empresas Turísticas       |                                                             |

### Especialización y educación continua
A través de los programas de especialización, las personas y empresas pueden optar por diferentes cursos, diplomados y también mallas de estudio, transformándolas en completos planes de estudio que permiten al estudiante articular y convalidar carreras de la institución o también para enfocarlas en su desarrollo laboral.

### Extensión y Filiales DuocUC
| Área de Enfoque              | Divisiones y centros de vinculación con el medio                            |
| ---------------------------- | --------------------------------------------------------------------------- |
| Educación Secundaria Técnica | Liceo Bicentenario Politécnico Andes (Filial Fundación)                     |
| Diploma y Especialización    | Educación Continua DuocUC                                                   |
| I+D                          | CITT DuocUC: Centro de Innovación y Transferencia Tecnológica               |
| I+D                          | Centro Innova                                                               |
| I+D                          | IA Investigación Aplicada                                                   |
| I+D                          | DDF Duoc Design Factory                                                     |
| Deportes                     | Deportes DuocUC                                                             |
| Cultura y Artes              | Teatro DuocUC                                                               |
| Documentación y Archivo      | Observatorio DuocUC                                                         |
| Comunicaciones               | Revista SOMOS                                                               |
| Comunicaciones               | EscomTV                                                                     |
| Empleo                       | Duoc Laboral.cl                                                             |
| Comunicaciones               | Radios Escuela de Comunicación: AE Radio                                    |
| Diploma y Especialización    | CFD Centro de Formación Docente                                             |
| I+D                          | Centros Tecnológicos de Ingeniería y Recursos Naturales                     |
| Cultura y Artes              | Centro de Extensión Edificio Cousiño (Valparaíso)                           |
| Cultura y Artes              | Centro de Extensión Palacio Íñiguez (Santiago)                              |
| Comunicaciones               | Productora La Cantera                                                       |
| Documentación y Archivo      | Centro de Regularización de Estudios Básicos y Medios de Adultos (Inactivo) |

## Vinculaciones
- Pontificia Universidad Católica de Chile
- Arzobispado de Santiago
- Conferencia Episcopal de Chile
- Nunciatura Apostólica en Chile, Santa Sede, Estado Vaticano

## Galería

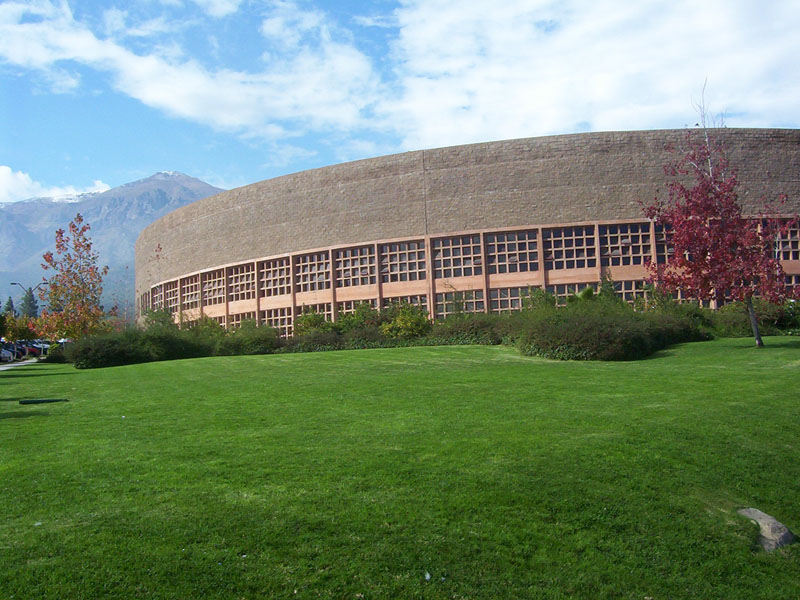
Campus San Carlos de Apoquindo
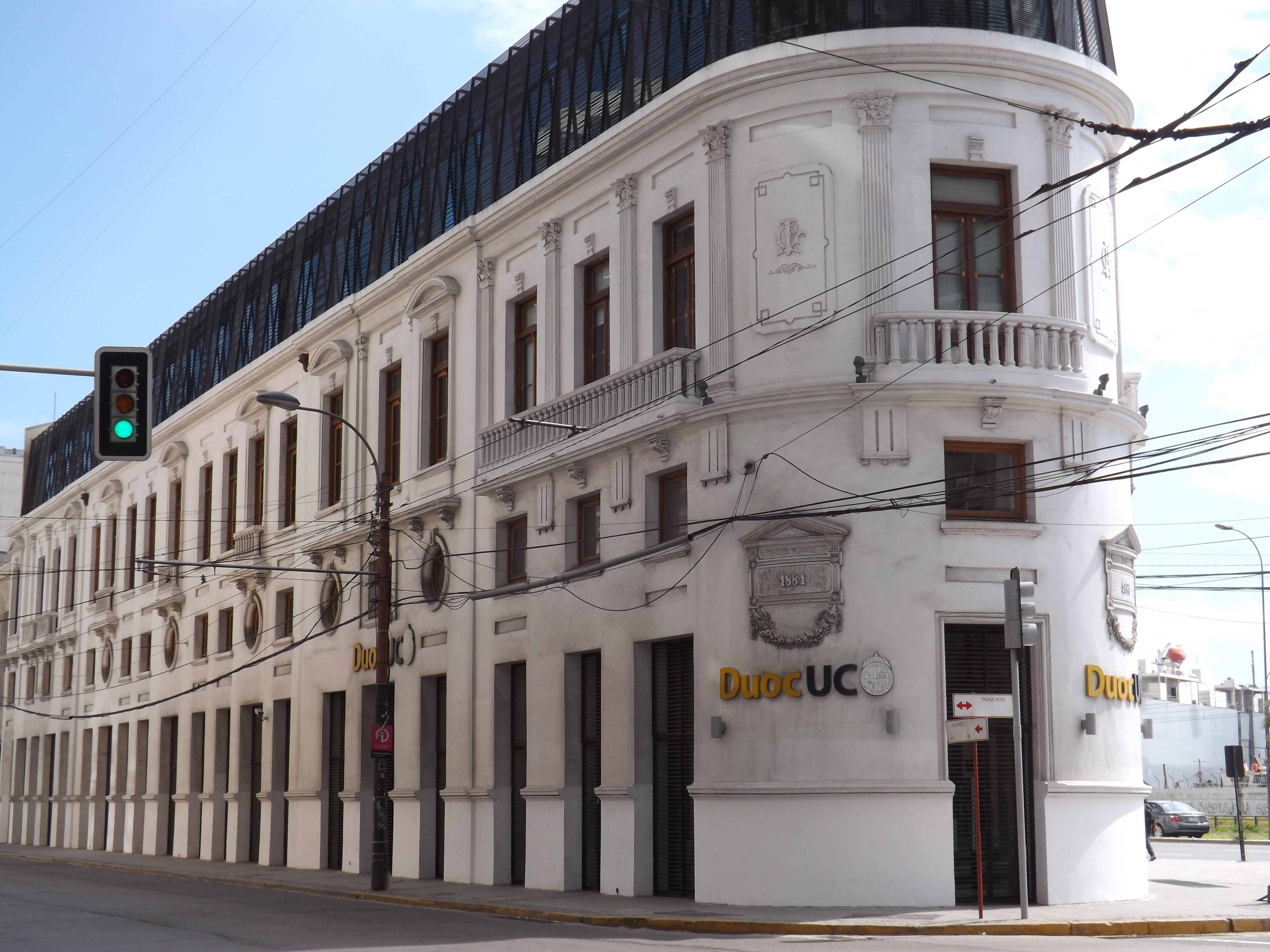
Centro de Extensión Edificio Cousiño, Valparaíso (Edificio patrimonial)
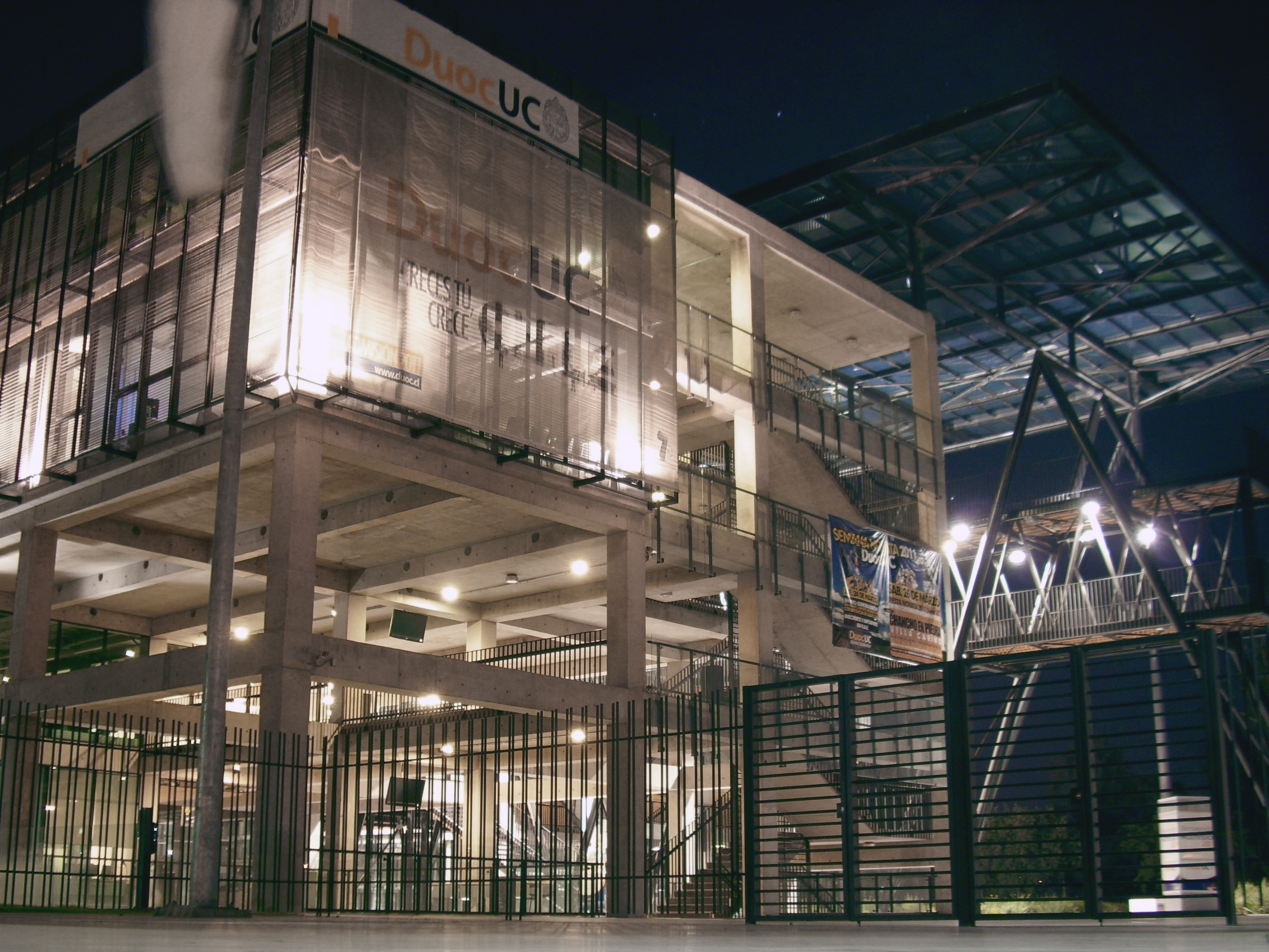
Campus Maipú, Santiago